# Feel the Need
Feel the Need è il secondo album in studio del cantante statunitense Leif Garrett, pubblicato nell'autunno del 1978 per l'etichetta discografica Scotti Bros. Records.

## Il disco
L'album contiene il più grande successo discografico del cantante, I Was Made for Dancin' , reinterpretata anche da Cicciolina, nonché vari brani che spaziano dal pop (Forget About You, This Time) fino alla musica disco (Sheila, la stessa I Was Made for Dancin'  e la title track, cover dei Detroit Emeralds). Esistono alcune versioni speciali in vinile del disco con un album fotografico del cantante.

## Curiosità
Due delle canzoni dell'album, I was made for Dancin' e When I think of you, appaiono nell'episodio di Wonder Woman L'idolo scomparso, dove lui appare. 

## Tracce
1. I Was Made for Dancin'
2. Groovin'
3. Forget About You
4. Once a Fool
5. Fun, Fun, Fun
6. Sheila
7. When I Think of You
8. This Time
9. Livin' Without Your Love
10. Feel the Need